# باغ، کشمیر آزاد
شهر باغ، یک شهر در پاکستان است که در ناحیه باغ واقع شده‌است. باغ ۷۶۸ کیلومتر مربع مساحت و ۳۷۱٬۹۱۹ نفر جمعیت دارد و ۱٬۶۷۶ متر بالاتر از سطح دریا واقع شده‌است.